# Mutilació política a l'Imperi Romà d'Orient

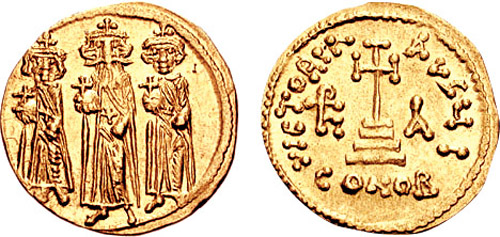
Heraclones amb el seu pare, Heracli, i el seu germà, Constantí III. A Heraclones li tallaren el nas després de destronar-lo.

La mutilació política a l'Imperi Romà d'Orient tingué un paper important en la vida política de l'imperi. La mutilació de rivals polítics per ordre de l'emperador era considerada una forma efectiva d'eliminar de la línia de successió una persona que fos vista com una amenaça. En la cultura romana d'Orient, l'emperador era un reflex de l'autoritat celestial; com que Déu era perfecte, l'emperador també havia de ser immaculat. Qualsevol mutilació, especialment les ferides facials, desqualificaven un individu per accedir al tron. Una excepció fou Justinià II, a qui li fou tallat el nas quan fou derrocat el 695, però fou capaç de convertir-se en emperador novament el 705.
Algunes de les lesions realitzades tenien una justificació pràctica secundària, com ho exemplifica un mètode que era bastant comú, fer tornar cec. Cegar un rival no només en restringia la mobilitat, sinó que també l'inhabilitava per conduir un exèrcit al camp de batalla, quelcom molt important per aconseguir el control de l'imperi. Un altre mètode utilitzat per eliminar adversaris potencials era la castració. En l'Imperi Romà d'Orient, es creia que un home castrat ja no era home i que era mig mort, «viure-la [la castració] era ser meitat mort». La castració també eliminava qualsevol possibilitat de tenir hereus que amenacessin el dret de l'emperador i els seus fills al tron.
La ceguesa com a càstig per a rivals polítics i com a pena reconeguda per a la traïció fou establerta el 705, tot i que l'emperador Focas l'havia utilitzat anteriorment durant el seu regnat. La castració com a càstig per a rivals polítics no entrà en ús fins molt més tard, als segles x i xi. Els castrats no eren vistos com una amenaça per molt poder que assolissin, car mai no podrien accedir al tron. Molts eunucs tingueren càrrecs importants i d'alta confidencialitat en la cort i l'administració romanes d'Orient. Un bon exemple és el de Basili Lecapè, fill il·legítim de l'emperador Romà I, que fou castrat quan era jove. Assolí prou poder per convertir-se en paracemomen i en un eficaç primer ministre per a tres emperadors successius, però no podia assumir el tron. Altres mutilacions practicades eren tallar el nas o amputar les extremitats.